# Matmissionen

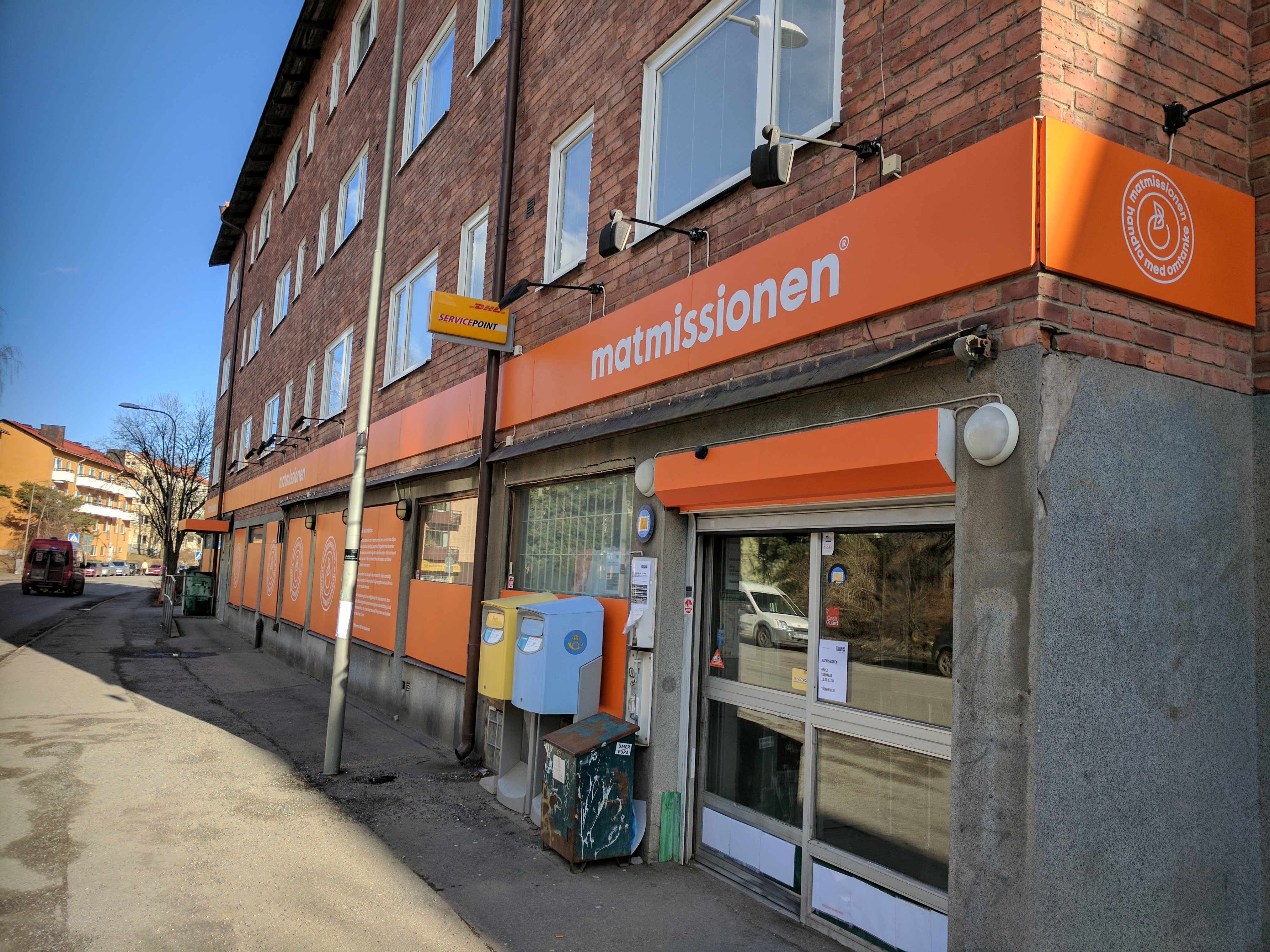
Butiken i Hägersten

Matmissionen är en social matbutik driven av Stockholms Stadsmission med stöd av Axfood. som den första sociala matbutiken i Norden.

## Historik
Butiken öppnades den 8 december 2015 i Rågsved i tidigare Matöppets lokal. Många varor har kort datum eller skadade förpackningar och går inte och sälja i vanliga matbutiker. I butiken jobbade personer som stod utanför den allmänna jobbmarknaden. Butiken erbjuder upp till 70% rabatt för personer som är i en ekonomisk situation och folkbokförd i Sverige. Rabatten gäller för upp till 300 kr per vecka för till exempel personer som har försörjningsstöd,  etableringsersättning, aktivitetsersättning, aktivitetsstöd, sjukersättning och garantipension. Natten mot 16 mars 2016 totalförstördes butiken i Rågsved i en brand, målet blev därefter att öppna en ny butik så snabbt som möjligt. 27 september 2016 öppnade butiken på nytt i Veddesta. 14 mars 2017 öppnade de i Hägersten. Butiken i Veddesta stängde i januari 2019 då centrumhuset som verksamhet ligger i ska rivas.
Under 2020 öppnade Göteborgs räddningsmission butiken MatRätt i Göteborg med samma koncept. Även i Malmö finns Matmissionen sen 2021.